# Herz-Jesu-Basilika (Zagreb)

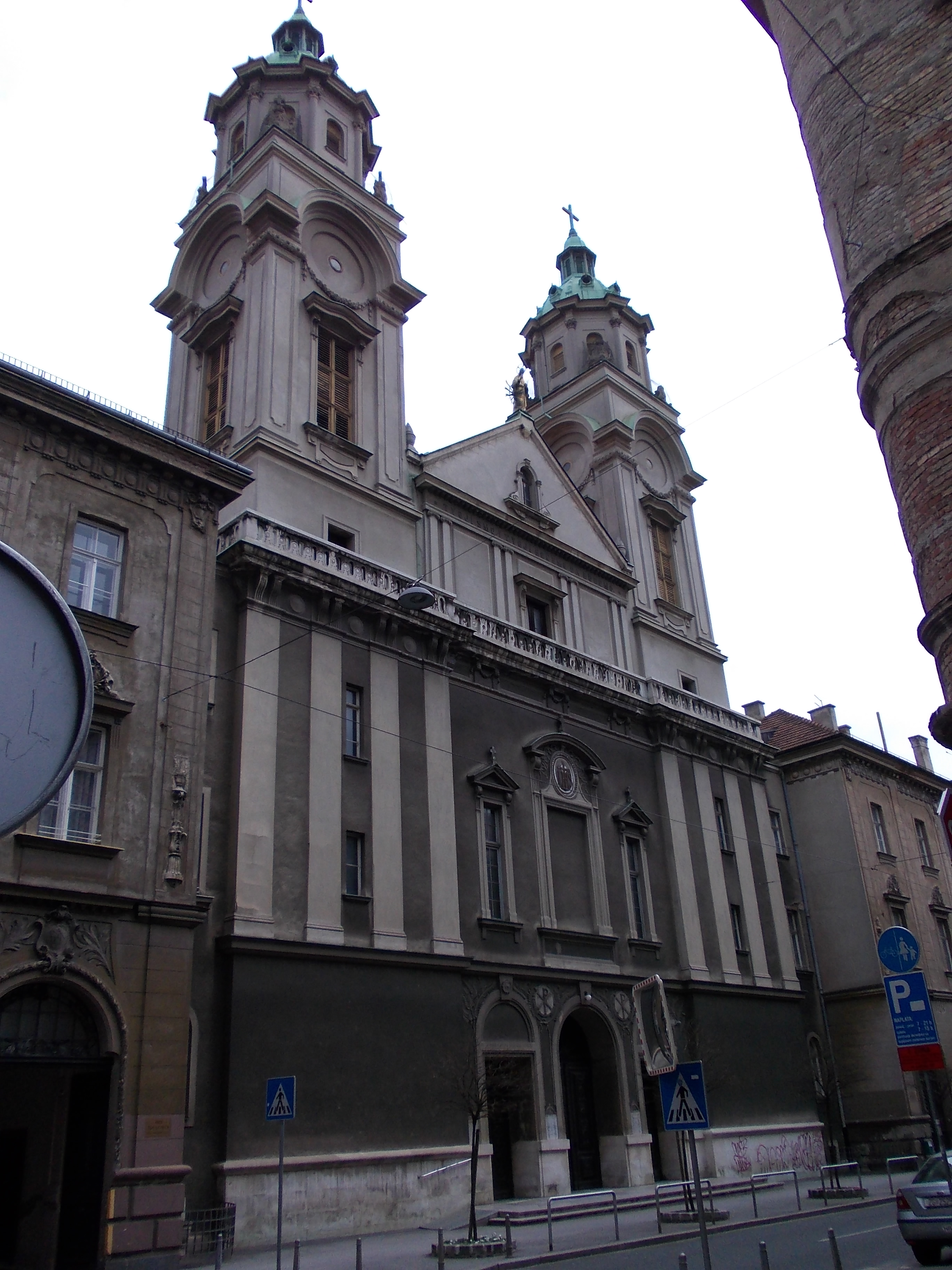
Straßenfassade der Basilika

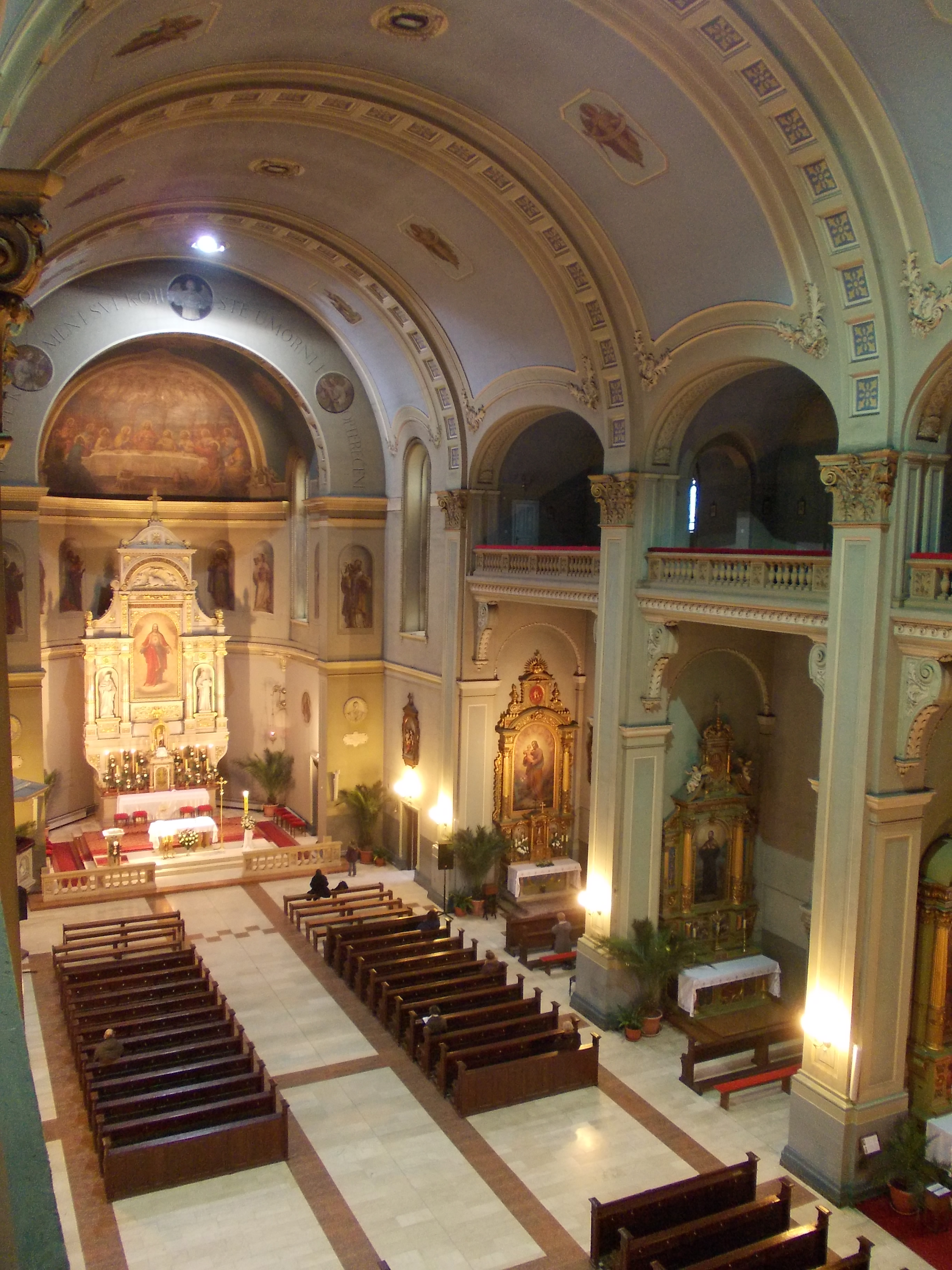
Chorraum

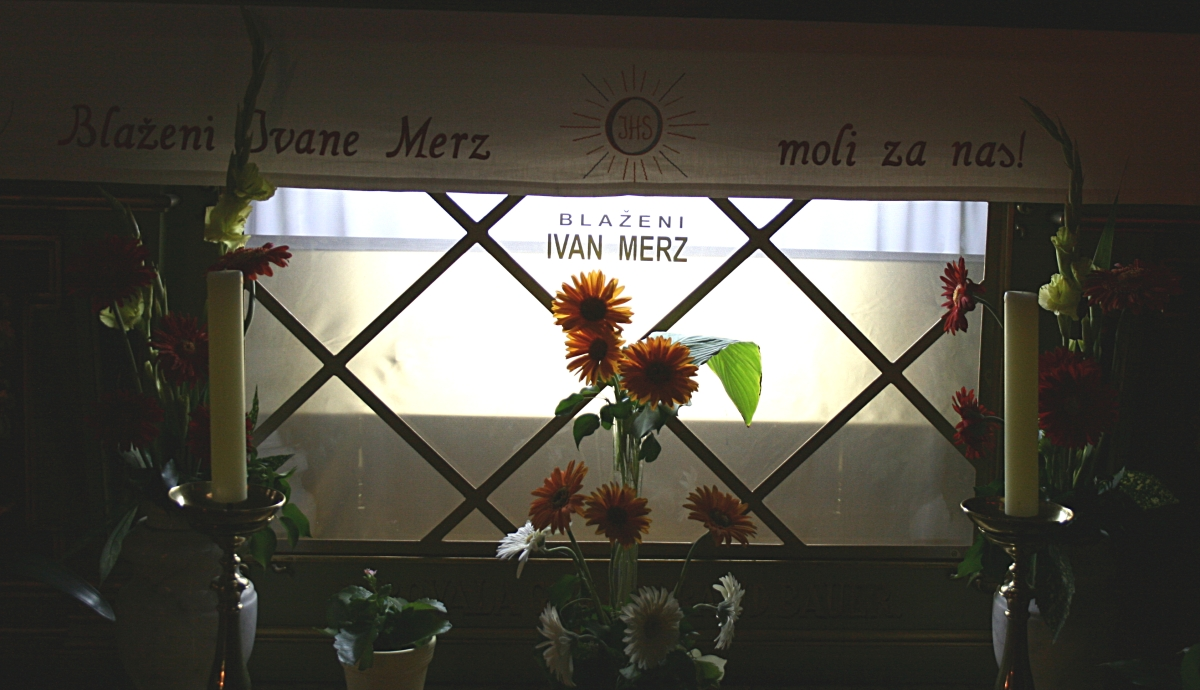
Grab von Ivan Merz

Die Basilika des Heiligen Herzens (kroatisch Bazilika Srca Isusova) ist eine römisch-katholische Kirche in Zagreb, Kroatien. Die Kirche des Erzbistums Zagreb mit dem Patrozinium des Heiligsten Herzens Jesu trägt den Titel einer Basilica minor und wird von Jesuiten betreut.

## Geschichte
Die Planung der Kirche begann bereits vier Jahrzehnte vor Baubeginn und war mit der Rückkehr der Jesuiten nach Zagreb verbunden. Erzbischof Juraj Haulik spendete 1860 für den Kirchenbau 60.000 Forint, zu denen durch den Erzbischof Juraj Posilović weitere 12.000 kamen. So wurde 1898 das Grundstück für eine neue Kirche und ein Kloster erworben.
Die Kirche wurde im neobarocken Stil nach Plänen des Architekten Janko Holjac errichtet und 1902 geweiht. Der Abschluss der Ausstattung dauerte ein ganzes Jahrzehnt. 1941 erhob Papst Pius XII. die Kirche in den Rang einer Basilica minor. 1977 wurde die Kirche zur Pfarrkirche bestimmt.
Bei einem Erdbeben am 22. März 2020 stürzte ein Teil der Decke der Kirche ein.

## Architektur
Die Fassade ist Teil der Straßenfront. Sie wird geprägt durch die hohen quadratischen Glockentürme mit ihren achteckigen Aufsätzen, zwischen denen ein dreieckiger Giebel aufragt. Auf der rechten Seite schließt sich das Jesuitenkloster an. Die einschiffige Kirche wird von einer fünfeckigen Apsis abgeschlossen. Seitlich gehen die Kapellen ab, über denen die Galerie verläuft. Das Tonnengewölbe des Kirchenschiffs ragt 20 Meter hoch und überspannt eine Breite von 13 Metern, die Fläche des Innenraums erreicht damit 800 m², zu denen noch Chor und Emporen kommen, sodass die Kirche 3000 Besucher fasst.

## Ausstattung
Der Hauptaltar mit einem großen Christusbild wurde 1906 aufgestellt. Auf ihm befindet sich oben ein mit Juwelen geschmücktes Marmorkreuz und darunter ein geschnitztes Bildnis des Gotteslamms. In den Seitenkapellen stehen jeweils weitere Altäre. Ebenfalls 1906 wurde von Rieger Orgelbau aus Jägerndorf, heute Krnov, die Orgel installiert.
In der Basilika befindet sich das Grab des 2003 seliggesprochenen Ivan Merz (1896–1928), der die Kirche häufig besucht hatte.